# Trichosanthes cucumerina
Trichosanthes cucumerina è una pianta appartenente alla famiglia delle Cucurbitaceae. La sua varietà T. cucumerina var. anguina è coltivata per il suo frutto sorprendentemente lungo. In Asia viene consumata immatura come verdura, molto simile alla zucca estiva, mentre in Africa la polpa rossastra della zucca serpente matura viene utilizzata come sostituto economico del pomodoro.
Trichosanthes cucumerina si trova allo stato selvatico in gran parte dell'Asia meridionale e sud-orientale, inclusi India, Bangladesh, Nepal, Pakistan, Sri Lanka, Indonesia, Malesia, Myanmar e Cina meridionale (Guangxi e Yunnan). È anche considerata originaria dell'Australia settentrionale. e naturalizzata in Florida, parti dell'Africa e in varie isole dell'Oceano Indiano e Pacifico.

## Descrizione

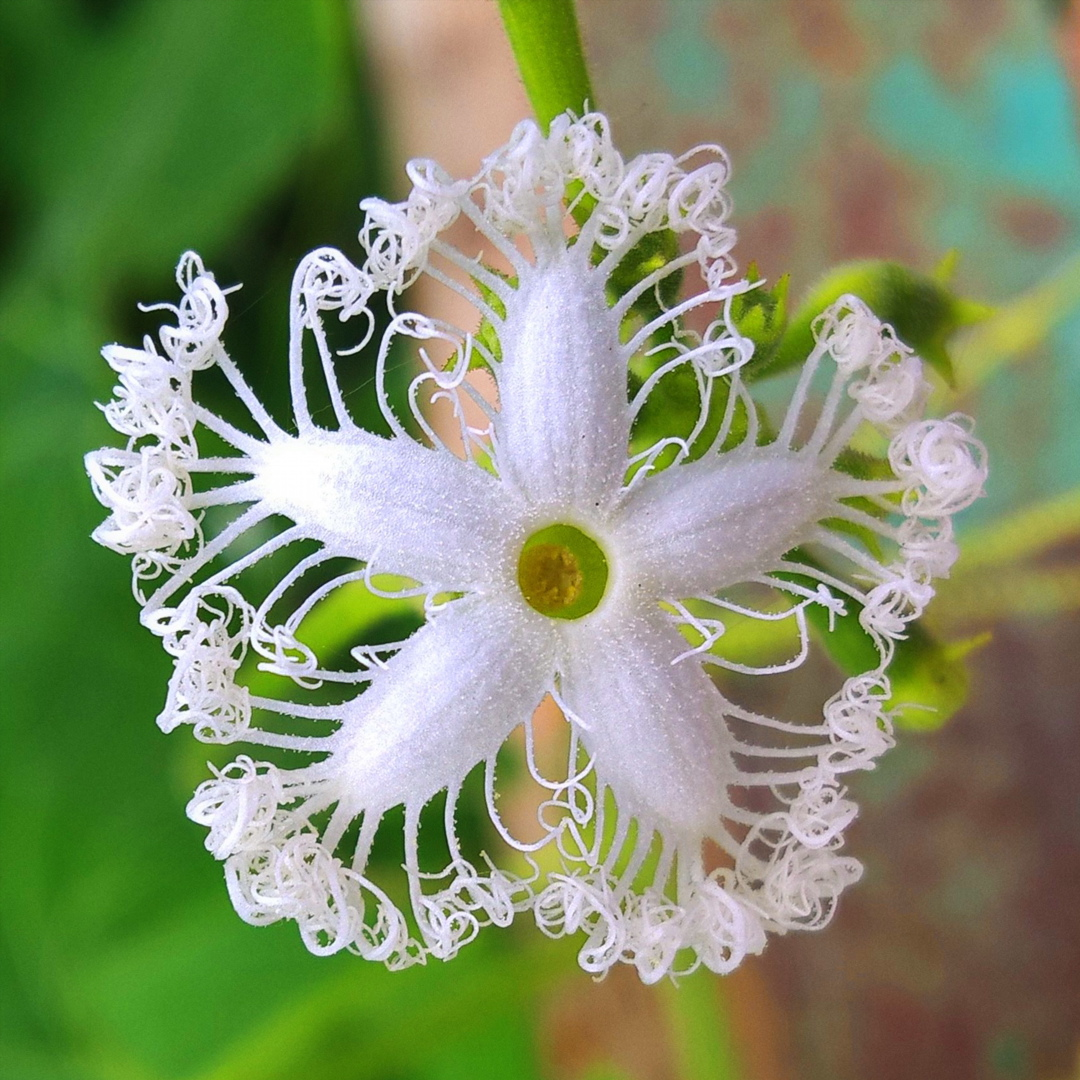
Fiore di T. cucumerina

T. cucumerina è una pianta rampicante annuale monoica che si arrampica per mezzo di viticci. Le foglie sono palmatamente lobate, lunghe fino a 25 cm. I fiori, che si aprono di notte, sono unisessuali, bianchi, con lunghi peli ramificati sui margini dei petali. Questi peli sono arricciati durante il giorno quando il fiore è chiuso, ma si aprono di notte per formare una delicata rete. I frutti, che pendono al di sotto della pianta, possono essere lunghi fino a 200 cm e assumono un colore rosso a maturazione completa.

## Usi

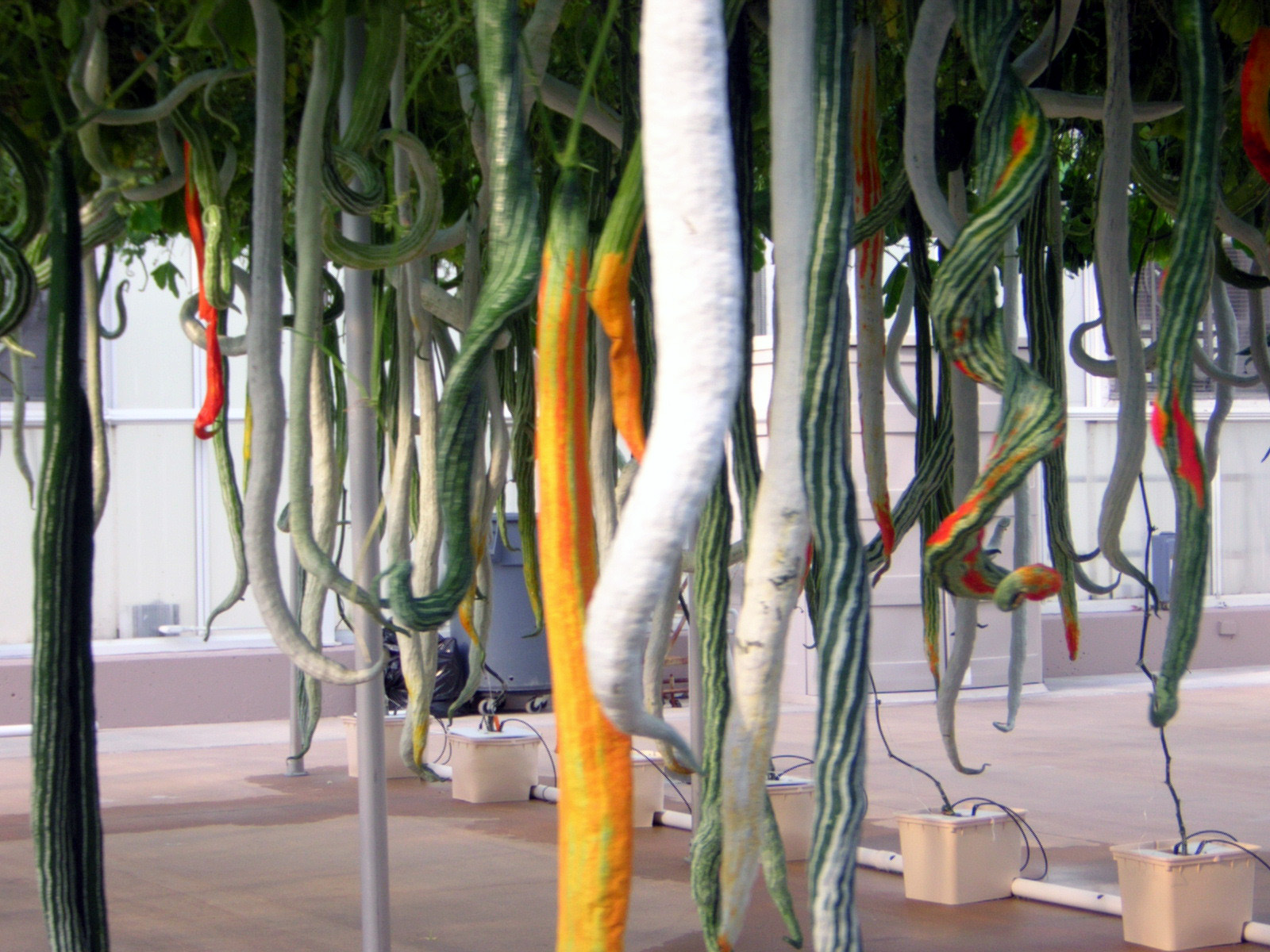
Frutti di T. cucumerina

Il nome comune "zucca di serpente" si riferisce al frutto stretto, contorto e allungato. Il frutto immaturo dalla buccia morbida può arrivare fino a 150 cm di lunghezza. La sua polpa è morbida, insipida, un po' viscida, simile a quella della luffa e della zucca. È popolare nelle cucine dell’Asia meridionale e del Sud-est asiatico e viene coltivato in alcuni orti domestici in Africa.
In alcune cultivar, il frutto immaturo ha un odore sgradevole e un sapore leggermente amaro, che scompaiono entrambi con la cottura. Il frutto diventa troppo amaro da mangiare quando raggiunge la maturità, ma contiene una polpa rossastra che viene utilizzata in Africa come sostituto dei pomodori. Anche i germogli, i viticci e le foglie possono essere mangiati.